# Jednorazowa zapomoga z tytułu urodzenia się dziecka
Jednorazowa zapomoga z tytułu urodzenia się dziecka (potocznie: becikowe) – świadczenie rodzinne, przysługujące rodzicom dziecka, opiekunowi prawnemu bądź faktycznemu, z tytułu urodzenia się dziecka.
Warunki nabywania prawa do jednorazowej zapomogi z tytułu urodzenia się dziecka określa ustawa z dnia 28 listopada 2003 r. o świadczeniach rodzinnych. Świadczenie wypłacane jest od 9 lutego 2006, jednorazowo, w wysokości 1000 zł. Od 1 stycznia 2013 r. prawo do jednorazowej zapomogi z tytułu urodzenia się dziecka, jest uzależnione od kryterium dochodowego, które wynosi 1922 zł miesięcznie w przeliczeniu na osobę w rodzinie. Powyższe zmiany wynikają z ustawy z dnia 12 października 2012 r. o zmianie ustawy o świadczeniach rodzinnych, która w dniu 15 listopada 2012 r. została opublikowana w Dzienniku Ustaw (poz. 1255). Obejmuje wszystkie narodziny żywych dzieci począwszy od 9 listopada 2005.
Dotacje w wysokości ponad 1000 złotych chcieli przyznawać rodzicom radni niektórych miast, m.in. Krakowa, Wrocławia i Warszawy. Uchwały samorządowe obowiązywały krótko, a częściej nie wchodziły w życie, ponieważ regionalne izby obrachunkowe uznawały je za niezgodne z prawem.
Nowelizację mającą na celu wprowadzenie „becikowego” jako prawa powszechnie obowiązującego na terenie całego kraju zaproponowała Liga Polskich Rodzin w swoim programie przed wyborami w 2005. Stworzony po wyborach rząd Kazimierza Marcinkiewicza włączył ten projekt do swojego programu w zamian za poparcie LPR-u w głosowaniu o wotum zaufania dla rządu.
Ustawa o becikowym została przyjęta przez Sejm głosami LPR, PSL, PiS, Samoobrony, większości PO i kilkoma głosami SLD. Przeciwko była mniejsza część PO oraz większość SLD (głosowało: 403, za: 324, przeciw: 63, wstrzymało się: 16, nie głosowało: 57).